# Astragalus garbancillo
Astragalus garbancillo är en ärtväxtart som beskrevs av Antonio José Cavanilles. Astragalus garbancillo ingår i släktet vedlar, och familjen ärtväxter. Inga underarter finns listade i Catalogue of Life.